# 小河区
小河区（しょうか-く）は中華人民共和国貴州省貴陽市に位置していた市轄区。国家級経済技術開発区である貴陽経済技術開発区と同一行政区であった。2000年に設立されたが、2012年に花渓区と合併した。

## 行政区画
下部に5街道を管轄していた。
- 黄河街道、平橋街道、長江街道、三江街道、金竹街道